# Ion Lăpușneanu
Ion "Jean" Lăpuşneanu (Bucarest, 8 de desembre de 1908 - 24 de febrer de 1992) fou un futbolista romanès de la dècada de 1930.
Fou internacional amb Romania i disputà el Mundial de 1930. Destacà com a jugador de Venus Bucureşti, Banatul Timișoara, FC Sportul Studenţesc Bucureşti, CFR Bucureşti, FC Rapid Bucureşti i Gloria CFR Galaţi.